# فرناندو آلوارس د تولدو
فرناندو آلوارس دِ تولدو (اسپانیایی: Fernando Álvarez de Toledo‎؛ ۲۹ اکتبر ۱۵۰۷ – ۱۱ دسامبر ۱۵۸۲) ژنرال و دیپلمات اهل اسپانیا بود.
وی که به نام‌هایی همچون دوک بزرگ آلبا یا دوک آهنی نیز شناخته میشد از سال ۱۵۵۵ تا ۱۵۵۶ فرماندار میلان، از سال ۱۵۵۶ تا ۱۵۵۸ نایب‌السلطنه ناپل، از سال ۱۵۶۷ تا ۱۵۷۳ فرماندار هلند هابسبورگ و از سال ۱۵۸۰ تا ۱۵۸۲ نایب‌السلطنه پرتغال و الگاروه بود.